# Passage de Verdun
Le passage de Verdun est une voie du 19e arrondissement de Paris, en France.

## Situation et accès
Le passage de Verdun est situé dans le 19e arrondissement de Paris. Il débute au 6, rue de Thionville et se termine au 5, rue Léon-Giraud.

## Origine du nom

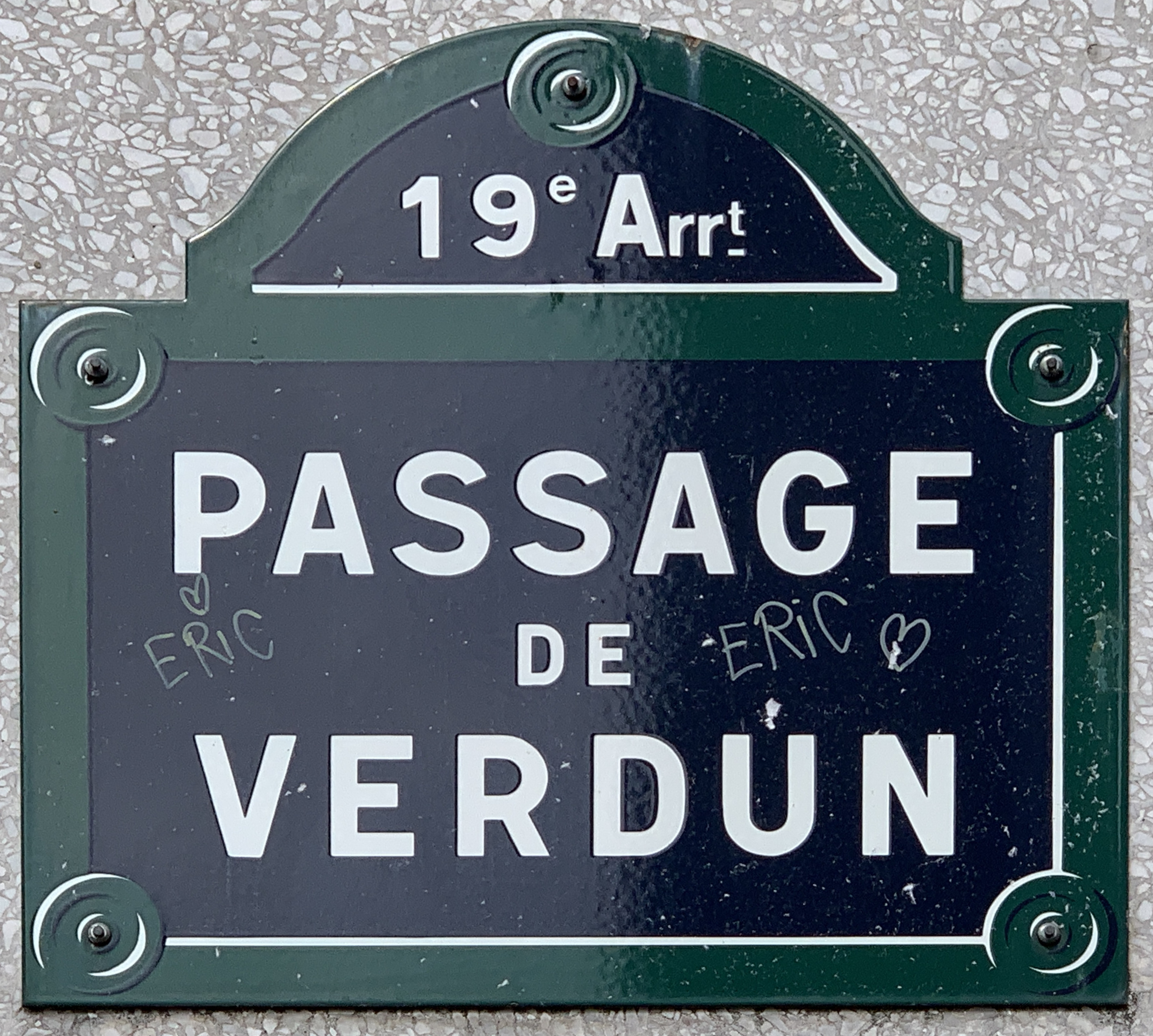
Plaque du passage.

Le nom de cette voie honore la sous-préfecture du département de la Meuse, détruite pendant la Première Guerre mondiale lors de la bataille de Verdun.

## Historique
Cette voie de l'ancienne commune de la Villette alors dénommée « impasse de Verdun », est classée dans la voirie parisienne par un décret du 23 mai 1863. 
Le fond de l'impasse est classé par délibération du 21 novembre 1988, puis supprimé avant de prendre sa dénomination actuelle par un arrêté municipal du 30 novembre 1992.